# Kampong Spoe
Kampong Spoe är en provins i Kambodja. Provinsen hade 716 517 invånare år 2008, på en area av 7 017 km². Provinshuvudstaden är Chbar Mon.

## Administrativ indelning
Provinsen är indelad i följande distrikt:
- 0501 Basedth (បាសិត)
- 0502 Chbar Mon (ច្បារមន)
- 0503 Kong Pisei (គងពិសី)
- 0504 Aoral (ឱរ៉ាល់)
- 0505 Oudong (ឧដុង្គ)
- 0506 Phnom Sruoch (ភ្នំស្រួច)
- 0507 Samraong Tong (សំរោងទង)
- 0508 Thpong (ថ្ពង)